# Ul'jana Donskova
Ul'jana Vjačeslavovna Donskova (in russo Ульяна Вячеславовна Донскова?; Kamensk-Šachtinskij, 24 agosto 1992) è una ginnasta russa.

## Biografia
Ha partecipato ai Giochi della XXX Olimpiade di Londra 2012, conquistando la medaglia d'oro con le proprie compagne della nazionale russa nel concorso a squadre.
Ai campionati mondiali ha conquistato tre medaglie d'oro, una d'argento ed una di bronzo, sempre nelle gare a squadre, in due edizioni delle rassegne iridate: a Mosca 2010 ed a Montpellier 2011.
Ai campionati europei ha conquistato cinque medaglie d'oro, sempre nelle gare a squadre, in due edizioni delle rassegne continentali: a Brema 2010 ed a Nižnij Novgorod 2012.

## Palmarès

### Olimpiadi
- 1 medaglia:
  - 1 oro (concorso a squadre a Londra 2012).

### Mondiali
- 5 medaglie:
  - 3 ori (5 attrezzi a squadre, 3+2 attrezzi a squadre a Mosca 2010; 5 attrezzi a squadre a Montpellier 2011).
  - 1 argento (concorso a squadre a Montpellier 2011).
  - 1 bronzo (concorso a squadre a Mosca 2010).

### Europei
- 5 medaglie:
  - 5 ori (concorso a squadre, 5 attrezzi a squadre, 3+2 attrezzi a squadre a Brema 2010; concorso a squadre, 5 attrezzi a squadre a Nižnij Novgorod 2012).